# Odon de Chaumont-Quitry
Odon-Charles-Joseph de Chaumont-Quitry (23 août 1827, Paris - 24 août 1866, château du Landin), est un homme politique français.

## Biographie
Odon de Chaumont-Quitry est le fils de Guy de Chaumont-Quitry, officier de cavalerie, et de sa première épouse, Marie Rose Françoise Stéphanie de Tascher de La Pagerie.
Neveu de Jean-Henri Robert Tascher de La Pagerie, il est nommé, à l'établissement du second Empire, chambellan de Napoléon III. Il n'avait pas d'autre titre, lorsqu'il est, le 30 juillet 1854, en remplacement du général Rogé, décédé, élu député de la 1re circonscription de la Sarthe au Corps législatif.
Il vote avec les plus zélés défenseurs du régime impérial, et est réélu le 22 juin 1857, dans la même circonscription, contre Raspail père.
Il procède au réaménagement du château du Landin dans lequel il réside, situé dans le canton de Routot dont il est conseiller général.
Il est encore chambellan lorsqu'il meurt.

### Distinction
Chevalier de la Légion d'honneur. Il est nommé chevalier de la Légion d'honneur le 30 mars 1855.

### Mariage et descendance
Odon de Chaumont-Quitry épouse à Paris le 23 avril 1851 Émilie de La Cour de Balleroy (Paris, 7 mars 1830 - Paris 7e, 4 octobre 1886), fille de François de La Cour, marquis de Balleroy, et de Mathilde d'Orglandes. Elle est la sœur d'Albert de Balleroy. Dont quatre enfants :
- Félix de Chaumont Quitry, marquis de Chaumont Quitry (1852-1925), marié en 1879 avec Marie de Bonnault de Villemenard (1853-1907), dont deux enfants morts jeunes ;
- Odette de Chaumont Quitry (1853-1920), mariée en 1876 avec Guy de Lubersac, marquis de Lubersac (1849-1919) dont postérité, dont Guy de Lubersac ;
- Eugène de Chaumont Quitry (1859-1930), marié en 1887 avec Henriette Michel (1867-1945), dont postérité ;
- Clémentine de Chaumont Quitry (1863-1944), mariée en 1884 avec Ernest Louis de La Grange, dont postérité, dont Amaury de La Grange.

## Pour approfondir